# Rondo Rataje
Rondo Rataje – rondo znajdujące się na Ratajach w Poznaniu, będące skrzyżowaniem ulic: Bolesława Krzywoustego, Jana Pawła II i Ludwika Zamenhofa. Rondo stanowi element oraz granicę I oraz II ramy komunikacyjnej miasta.

## Historia

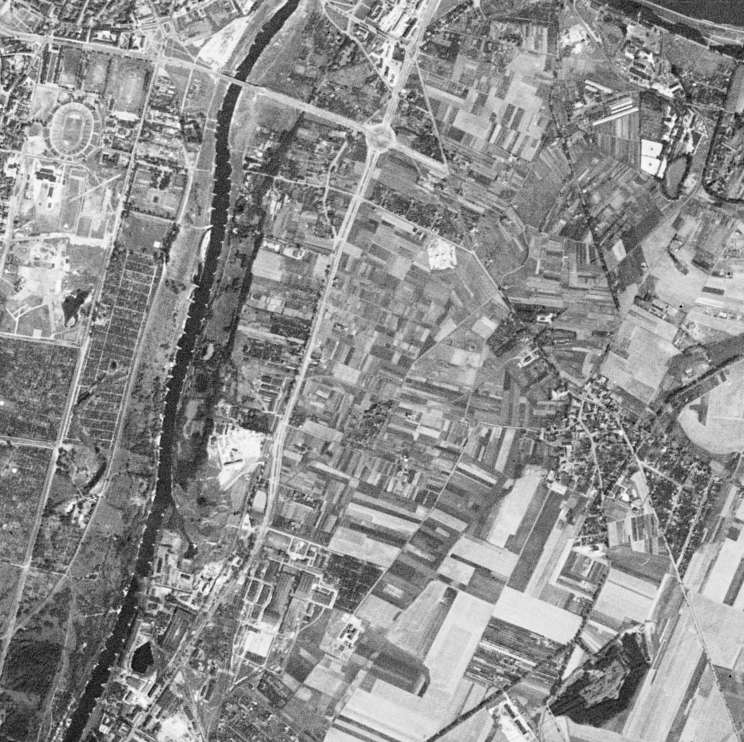
Tereny poznańskiego Nowego Miasta sfotografowane przez satelitę wywiadowczego w 1965 r. Dobrze widoczne rondo Rataje, na wysokości stadionu im. Szyca.

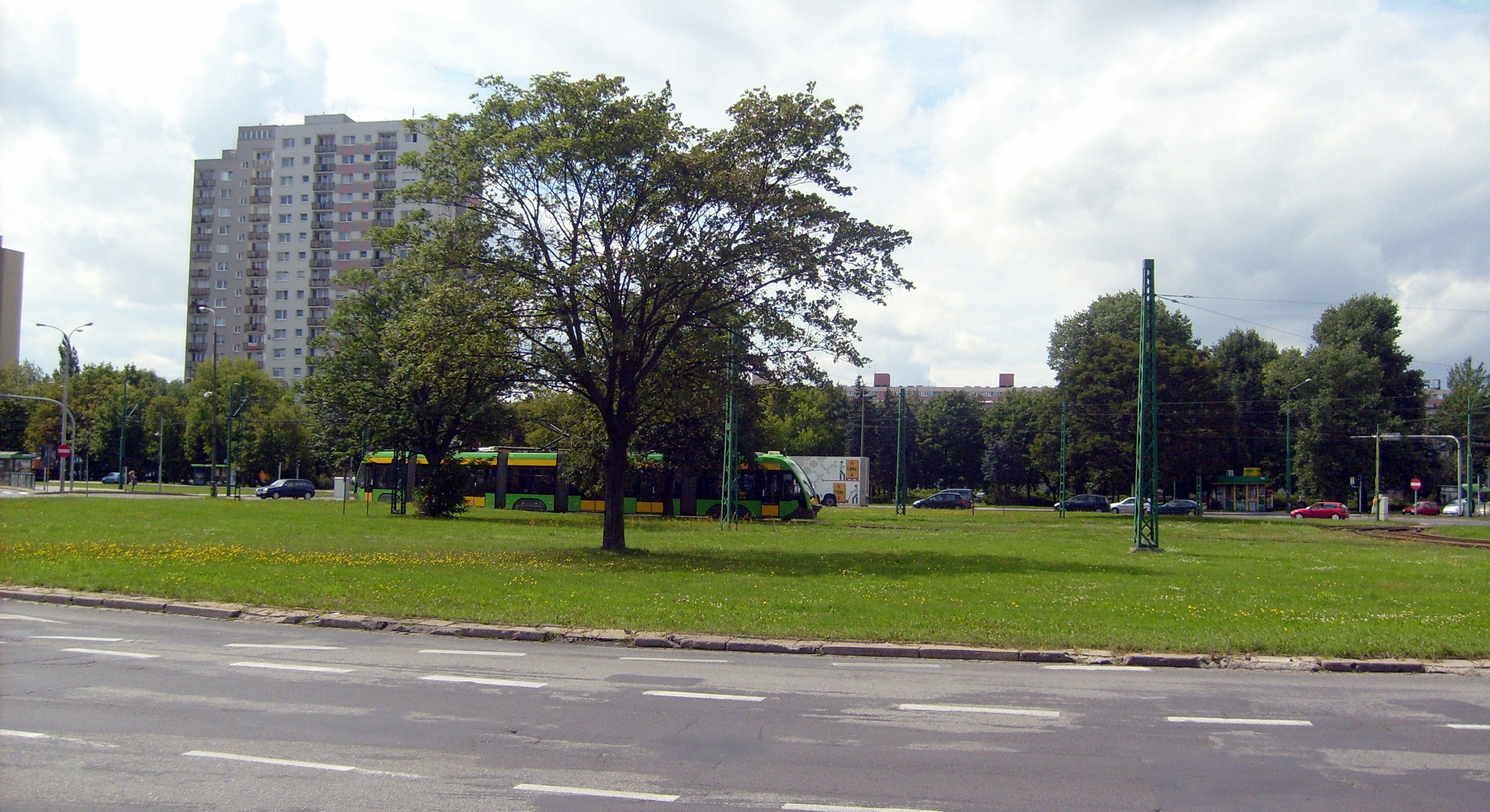
Widok w kierunku zachodnim

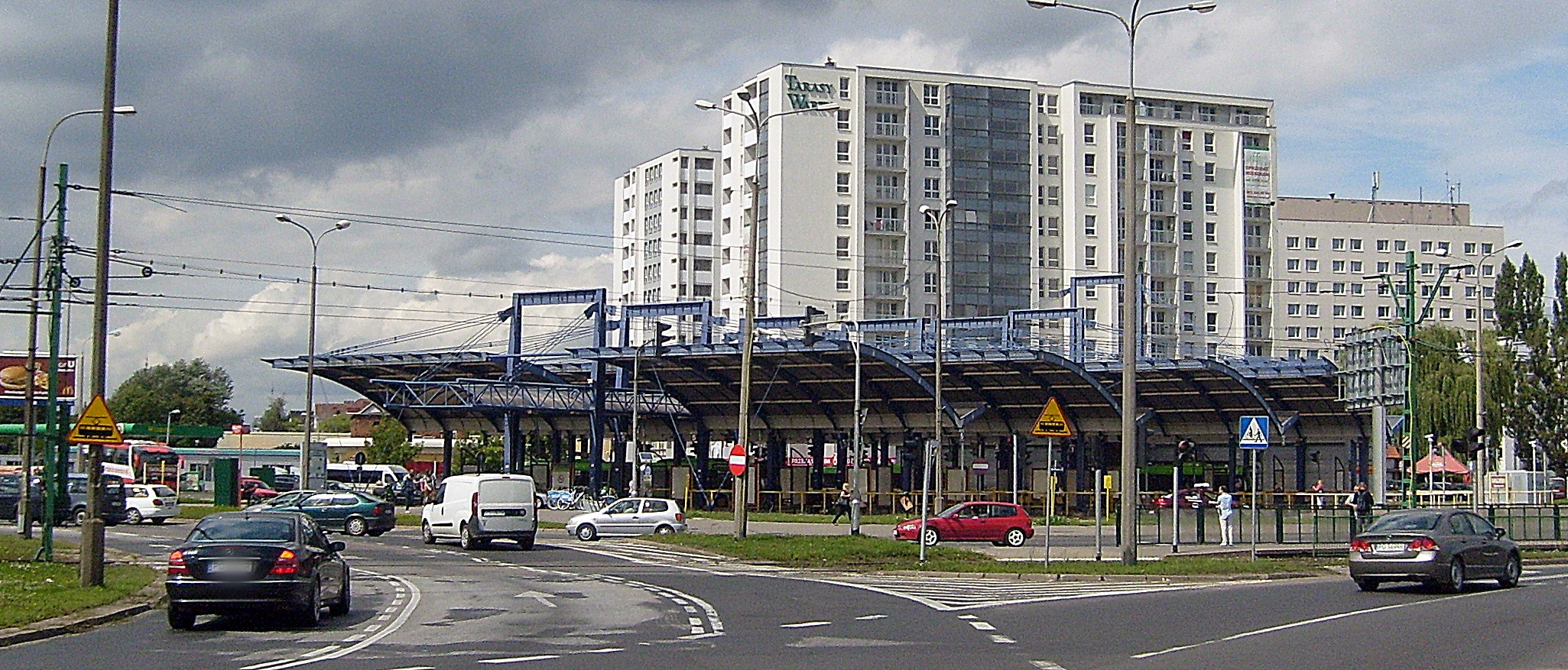
Dworzec autobusowy

Na przełomie XVIII i XIX wieku na terenach obecnego ronda Rataje istniały zabudowania gospodarcze oraz dom. Przed II wojną światową należały do bambrów poznańskich, rodziny Leitgeberów. W czasie okupacji, w czerwcu 1941, Niemcy zburzyli te budynki.
Linia tramwajowa przez rondo została wybudowana w tym samym czasie co most Królowej Jadwigi (wtedy most Juliana Marchlewskiego), w 1952. Kończyła się mijanką końcową, która w latach późniejszych służyła jako tory odstawcze (zlikwidowane w latach 90. XX wieku). Problemem w rozwoju komunikacji tramwajowej byli właściciele gruntów na których znajduje się obecnie rondo. Kronika Miasta Poznania opisuje ogrodnika Jankowskiego którego ogród znajdował się w miejscu gdzie tramwaj miał skręcać z ulicy Krzywoustego w Zamenhofa, w kierunku Starołęki:

Po wielu dyskusjach pan Jankowski zgodził się, by trasa wąskim na szerokość torów pasem przecięła jego posiadłość w połowie. Potem, gdy tramwaj już jeździł, motorniczy niejednokrotnie był zmuszony zatrzymywać się w tym miejscu i czekać, aż ogrodnik przeciągnie swoją dwukółkę od jednej bramy do drugiej. A on starannie najpierw zamykał kłódkę na tej bramie, z której wóz na tory przedtem wtoczył, potem otwierał drugą, w którą miał wjechać, wreszcie robił przejazd.

Pozostałością po gospodarstwach na tym terenie są drzewa rosnące na rondzie.
W 1953 uruchomiono linię tramwajową z Rataj na Śródkę, a w 1954 na Starołękę.
Jezdnie i rondo wybudowano na tym terenie później niż linię tramwajową, likwidując m.in. całkowicie znajdującą się tu ul. Pleszewską. W 1959 wybudowana została od strony północnej ronda ulica Jana Pawła II (wtedy Zamenhofa) wraz z linią tramwajową na Zawady, a w 1960 od strony południowej ulica Ludwika Zamenhofa (wtedy Starołęcka). W latach 1974–1977 wybudowana została tzw. Trasa Katowicka, czyli ulica Bolesława Krzywoustego (wtedy Nowoostrowska) na odcinku od ronda do granicy miasta.
W 1968 do układu torowego ronda dobudowany został łącznik kierunku Starołęka - Zawady (wcześniej istniały tylko łuki: most Królowej Jadwigi - Starołęka, most Królowej Jadwigi - Zawady oraz mijanka).
W 1986 rondo zostało oficjalnie nazwane Rataje, chociaż tą nazwą posługiwano się już wcześniej.

## Dworzec autobusowy
Od 1953 przy rondzie istniał postój autobusów. 22 lipca 1979 w obecności wojewody Stanisława Cozasia i prezydenta miasta Władysława Ślebody został otwarty dworzec autobusowy Rataje (zbiorowy przystanek autobusowy o wydzielonych peronach). Dworzec został gruntownie przebudowany w latach 1997-1999 (projekt arch. Ewa Pruszewicz-Sipińska, Stanisław Sipiński). Od nowa wybudowane zostały perony, zadaszenie oraz budynek poczekalni z kasami biletowymi.

## Przebudowa
Rondo Rataje zostało przebudowane w latach 2020-2021. Cztery obecne przystanki tramwajowe zostały zastąpione dwoma usytuowanymi w centralnej części węzła. Całość inwestycji kosztowała 138 mln złotych. Część koszów ma ponieść inwestor budowanego w okolicy Centrum handlowego Posnania.

## Zobacz też

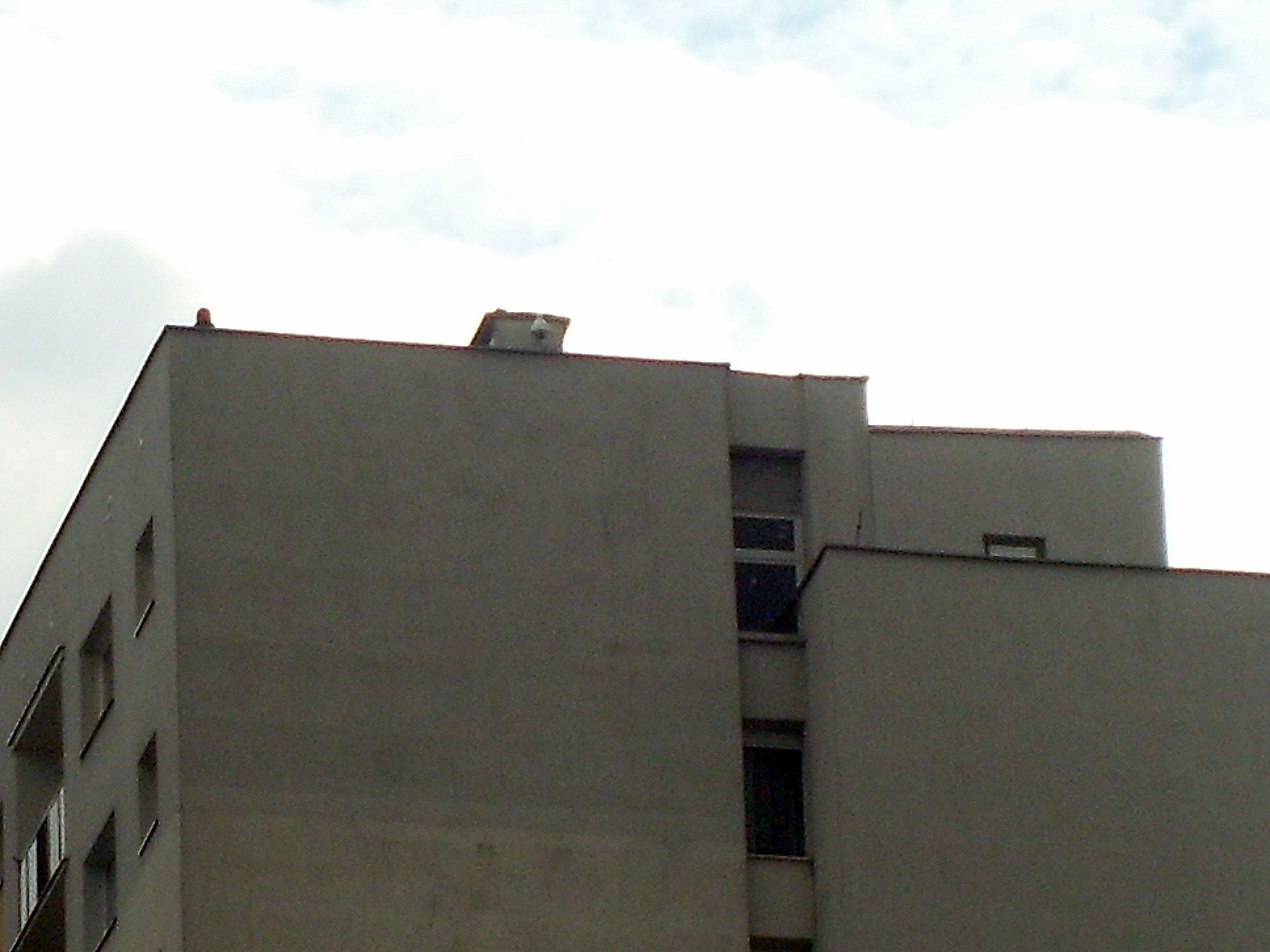
Kamera na wieżowcu skierowana na rondo Rataje. Obraz z kamery jest nadawany w paśmie RTK

### Obiekty w pobliżu
- Galeria Posnania
- dworzec autobusowy Rataje
- Skwer Milana Kwiatkowskiego
- Osiedle Piastowskie
- Osiedle Jagiellońskie
- kościół św. Rocha w Poznaniu
- Politechnika Poznańska

### Ronda w ciągu II ramy komunikacyjnej
- w kierunku północnym: Rondo Śródka
- w kierunku południowym: Rondo Starołęka